# 德赛电池
深圳市德赛电池科技股份有限公司 （深交所：000049）是中国深圳证券交易所的一家上市公司，主营业务范围包括：制造业、电器机械及器材制造业。公司总股本为13682.916万股（2010年）。
公司总部位于深圳市南山区高新科技园南区高新南一道德赛科技大厦26楼，法人代表为刘其。